# 133743 Robertwoodward
133743 Robertwoodward è un asteroide della fascia principale. Scoperto nel 2003, presenta un'orbita caratterizzata da un semiasse maggiore pari a 3,0840614 au e da un'eccentricità di 0,0172888, inclinata di 10,54431° rispetto all'eclittica.
L'asteroide è dedicato allo scienziato statunitense Rob Woodward.